# Michael Drayton
Michael Drayton (Hartshill, Warwickshire, 1563. – London, 23. prosinca 1631.), engleski književnik. 
Pisao je tijekom elizabetanskog doba. Pisao je pjesme i prozne tekstove poput poema, poslanica, soneta, balada, oda i prigodnica. Nakon smrti kraljice Elizabete I., kada na prijestolje zasjda Jakov I., Drayton je napisao spjev Poly-Olbion, u kojem je slikovito opisana tadašnja Britanija. Godine 1619. objavljuje zbirku "Pjesme", u kojoj su svrstani stari i novi soneti.

## Važna djela
- "Idea"
- "Pastirov vijenac"
- "Robert,vojvoda od Normandije"
- "Herojske poslanice Engleske"
- "Balada o boju kod Azincourta"
- "Nymphidia"